# I'm in Love with a Church Girl
I'm in Love with a Church Girl (en español: Me enamoré de una chica cristiana) es una película inspirada en una historia verdadera, relata cómo La Gacela (Ja Rule), un hombre con un pasado criminal, encuentra fe y redención cuando Dios pone a Vanessa León (Adrienne Bailon), una chica cristiana en su camino.
La película fue coproducida por Israel Houghton y estrenada en Latinoamérica por Canzion Films.

## Sinopsis
Coches, dinero, mansiones, mujeres, Miles Montego lo tiene todo. Incluyendo un pasado. Solía ser el rey de las calles mientras era un narcotraficante de alto nivel. Pero a pesar de que ha tomado la decisión de dejar su pasado atrás, la DEA lo mantiene bajo investigación. Miles sigue saliendo con sus viejos amigos y colegas y los federales están seguros de que aún no se retira por completo de la vida criminal. 
Cuando Miles conoce a Vanessa León, una mujer diferente a todas las otras que ha conocido, es atraído por su belleza y su fe. Vanessa es una Chica Cristiana en todo el sentido de la palabra. Constantemente, Miles se encuentra dividido entre la vida que conoce y el amor que siente por Vanessa. Conforme Vanessa es enfrentada con la vida despampanante de Miles, sus amigos, sus encuentros a pistola y las mujeres que solía frecuentar, ella debe conciliar su fe en Dios y su amor por Miles. Los dos son probados hasta su última onza de fe y fuerza en Dios y entre ellos mismos. 
Dios sigue trabajando en Miles a través de las luchas de su pasado. Teniendo que vivir a la altura de su reputación, sentimientos de indignidad, de la muerte de su madre, los cargos federales de los cuales sus amigos están siendo acusados, la tensión en su relación con Vanessa, y, finalmente, la ruptura espiritual que lo lleva de rodillas para enfrentar a Dios, cara a cara.

## Banda sonora
La película contó con una banda sonora compuesta por Israel Houghton y muchos temas de géneros Hip hop y Rhythm and blues.
| Título de la canción                | Intérprete                       | Compositor                                                                                                 | Duración |
| Better                              | Israel & New Breed               | Israel Houghton / Cindy Cruise Ratliff / Tommy Sims                                                        | 04:14    |
| Come as You Are                     | Donnie McClurkin / Omar Reyna    | Israel Houghton / Meleasa Houghton / Donnie McClurkin                                                      | 05:48    |
| I Surrender                         | Israel & New Breed               | Israel Houghton / Ricardo Sanchez                                                                          | 07:08    |
| Sunday Kinda Love                   | Israel Houghton                  | Israel Houghton / Aaron Lindsey                                                                            | 04:28    |
| Worthy of My Praise                 | Israel & New Breed               | Israel Houghton / Galley Molina                                                                            | 05:21    |
| Providence                          | Lalah Hathaway / Israel Houghton | Israel Houghton / Meleasa Houghton                                                                         | 03:54    |
| You Found Me                        | Israel Houghton / TobyMac        | Israel Houghton / Meleasa Houghton / Aaron Lindsey / Toby McKeehan                                         | 05:20    |
| Your Love Is Better                 | Sheila E. / Lucía Parker         | Israel Houghton / Lucía Parker                                                                             | 05:35    |
| Possess My Body                     | T-Bone                           | Rene "M.C. T-Bone" Sotomayor                                                                               | 04:13    |
| Burn Rubber (Why You Wanna Hurt Me) | The Gap Band                     | Lonnie Simmons / Rudy Taylor / Charlie Wilson                                                              | 05:32    |
| Hit and Run                         | The Bar-Kays                     | James Alexander / Charles "Scoop" Allen / Michael Beard / Larry "D" Dodson / Lloyd Smith / Winston Stewart | 05:50    |
| Comin' from Where I'm From          | Anthony Hamilton                 | Mark Christopher Batson / Anthony Cornelius Cameron                                                        | 04:00    |
| Pray for the Day                    | Ja Rule                          | Jeffrey Atkins                                                                                             | 03:12    |
| It's Not Over                       | Israel & New Breed               | Israel Houghton / Aaron Lindsey / Ricardo Sanchez                                                          | 06:36    |